# Добово
Вижте пояснителната страница за други значения на Дъбово.
Добово или книжовно Дъбово (изписване до 1945 година: Дѫбово, на македонска литературна норма: Добово) е бивше село в Северна Македония, на територията на община Маврово и Ростуше.

## География
Селото е било разположено в областта Горна Река, западно над слива на Радика и Мавровската река.

## История
В края на XIX век Добово е село в Реканска каза на Османската империя.
В „Етнография на вилаетите Адрианопол, Монастир и Салоника“, издадена в Константинопол в 1878 година и отразяваща статистиката на населението от 1873 година, Добово (Dobovo) е посочено като село с 20 домакинства, като жителите му са 46 албанци мюсюлмани.
Според статистиката на Васил Кънчов („Македония. Етнография и статистика“) в 1900 година Д'бово има 24 жители арнаути християни и 90 арнаути мохамедани.
На Етнографската карта на Битолския вилает на Картографския институт в София от 1901 година Дабово е чисто албанско, но смесено православно-мюсюлманско село в Реканската каза на Дебърския санджак с 19 къщи.
След Междусъюзническата война селото попада в Сърбия.